# Richard Mursch
Richard Mursch (* 24. Dezember 1882 in Schwalgendorf, Landkreis Mohrungen; † 15. Juni 1966 in Berlin-Wilmersdorf) war ein deutscher Politiker (DNVP).

## Leben
Mursch arbeitete als Oberpostsekretär bei der Reichspost. Zunächst lebte er in Liegnitz, spätestens 1933 hatte er seinen Wohnsitz in Berlin-Südende.
Er trat während der Zeit der Weimarer Republik in die Deutschnationale Volkspartei (DNVP) ein. Am 5. Februar 1925 kam er als Nachrücker in den Preußischen Landtag, wurde im Mai 1928 wiedergewählt und blieb bis 1932 Abgeordneter. Im Parlament vertrat er den Wahlkreis 8 (Liegnitz).